# Cier-de-Rivière
Pour les articles homonymes, voir Cier.
Cier-de-Rivière est une commune française située dans le sud-ouest du département de la Haute-Garonne, en région Occitanie. Sur le plan historique et culturel, la commune est dans le pays de Comminges, correspondant à l’ancien comté de Comminges, circonscription de la province de Gascogne située sur les départements actuels du Gers, de la Haute-Garonne, des Hautes-Pyrénées et de l'Ariège.
Exposée à un climat océanique altéré, elle est drainée par divers petits cours d'eau. La commune possède un patrimoine naturel remarquable : un site Natura 2000 (les « chaînons calcaires du Piémont Commingeois ») et deux zones naturelles d'intérêt écologique, faunistique et floristique.
Cier-de-Rivière est une commune rurale qui compte 267 habitants en 2022, après avoir connu un pic de population de 846 habitants en 1846. Elle fait partie de l'aire d'attraction de Saint-Gaudens. Ses habitants sont appelés les Ciérois ou les Ciéroises.

## Géographie

### Localisation
La commune de Cier-de-Rivière se trouve dans le département de la Haute-Garonne, en région Occitanie.
Elle se situe à 89 km à vol d'oiseau de Toulouse, préfecture du département, à 9 km de Saint-Gaudens, sous-préfecture, et à 31 km de Bagnères-de-Luchon, bureau centralisateur du canton de Bagnères-de-Luchon dont dépend la commune depuis 2015 pour les élections départementales.
La commune fait en outre partie du bassin de vie de Montréjeau.
Les communes les plus proches sont : 
Ardiège (1,0 km), Martres-de-Rivière (1,9 km), Pointis-de-Rivière (3,0 km), Huos (3,5 km), Barbazan (3,5 km), Labarthe-Rivière (3,7 km), Ausson (3,7 km), Clarac (3,8 km).
Sur le plan historique et culturel, Cier-de-Rivière fait partie du pays de Comminges, correspondant à l’ancien comté de Comminges, circonscription de la province de Gascogne située sur les départements actuels du Gers, de la Haute-Garonne, des Hautes-Pyrénées et de l'Ariège.
Cier-de-Rivière est limitrophe de six autres communes.
Les communes limitrophes sont  Ardiège, Barbazan, Huos, Labroquère, Pointis-de-Rivière et Sauveterre-de-Comminges.
|            | Pointis-de-Rivière | Ardiège                 |
| Huos       | Cier-de-Rivière    |                         |
| Labroquère | Barbazan           | Sauveterre-de-Comminges |

### Géologie et relief
La superficie de la commune est de 926 hectares ; son altitude varie de 412  à   719 mètres.
D'une superficie de 926 hectares dont 525 de bois, elle est principalement implantée au sommet d’une colline qui domine la plaine de Rivière.

### Hydrographie

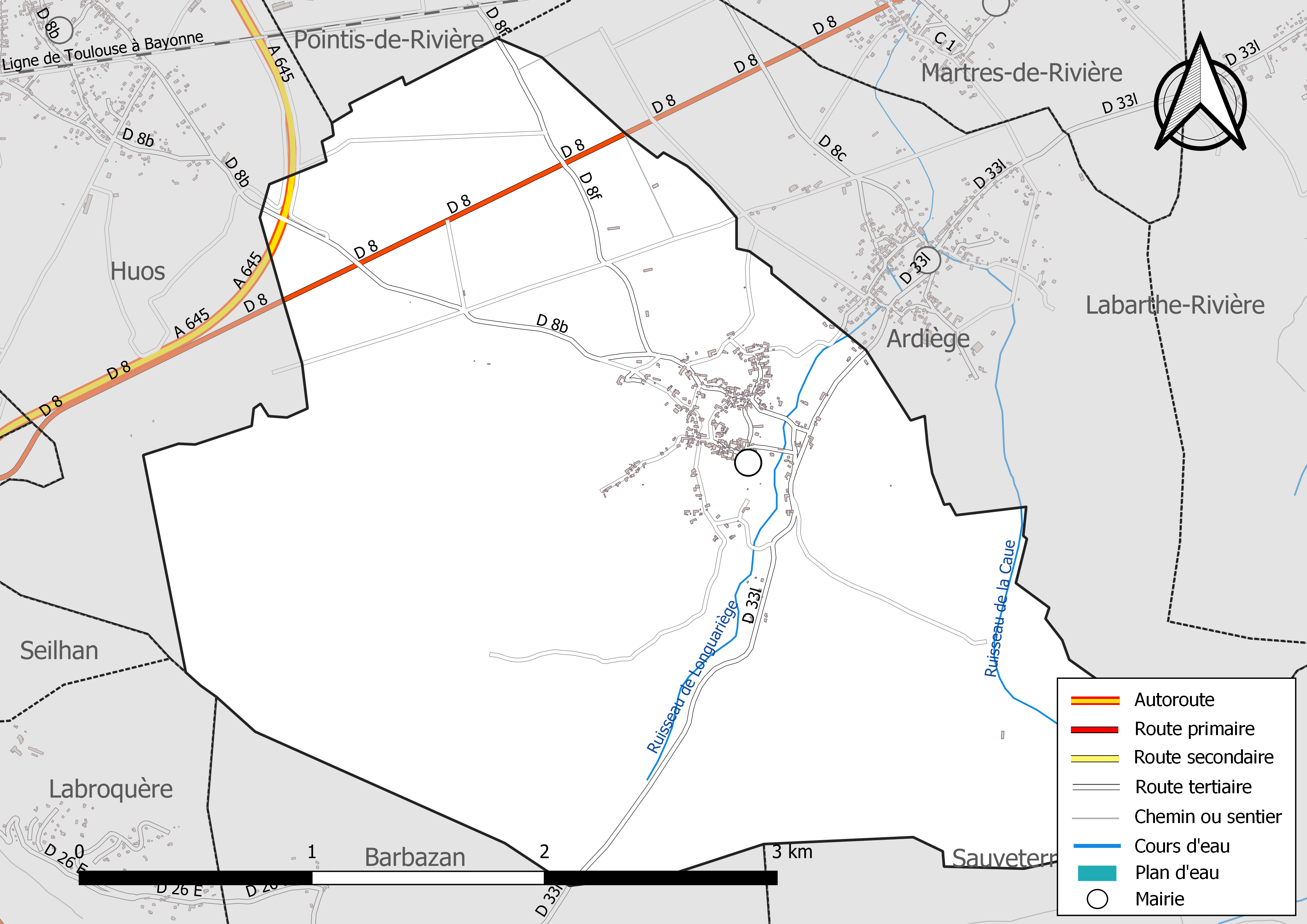
Réseaux hydrographique et routier de Cier-de-Rivière.

La commune est dans le bassin de la Garonne, au sein du bassin hydrographique Adour-Garonne. Elle est drainée par le ruisseau de la Caue, le ruisseau de Longuariège, constituant un réseau hydrographique de 4 km de longueur totale,.

### Climat
Pour des articles plus généraux, voir Climat de l'Occitanie et Climat de la Haute-Garonne.
En 2010, le climat de la commune est de type climat océanique altéré, selon une étude s'appuyant sur une série de données couvrant la période 1971-2000. En 2020, Météo-France publie une typologie des climats de la France métropolitaine dans laquelle la commune est exposée à un climat de montagne ou de marges de montagne et est dans la région climatique Pyrénées centrales, caractérisée par une pluviométrie annuelle de 1 000 à 1 200 mm.
Pour la période 1971-2000, la température annuelle moyenne est de 12 °C, avec une amplitude thermique annuelle de 14,8 °C. Le cumul annuel moyen de précipitations est de 1 071 mm, avec 9,5 jours de précipitations en janvier et 6,9 jours en juillet. Pour la période 1991-2020, la température moyenne annuelle observée sur la station météorologique la plus proche, située sur la commune de Clarac à 4 km à vol d'oiseau, est de 12,5 °C et le cumul annuel moyen de précipitations est de 804,9 mm,. Pour l'avenir, les paramètres climatiques de la commune estimés pour 2050 selon différents scénarios d'émission de gaz à effet de serre sont consultables sur un site dédié publié par Météo-France en novembre 2022.

### Milieux naturels et biodiversité

#### Réseau Natura 2000

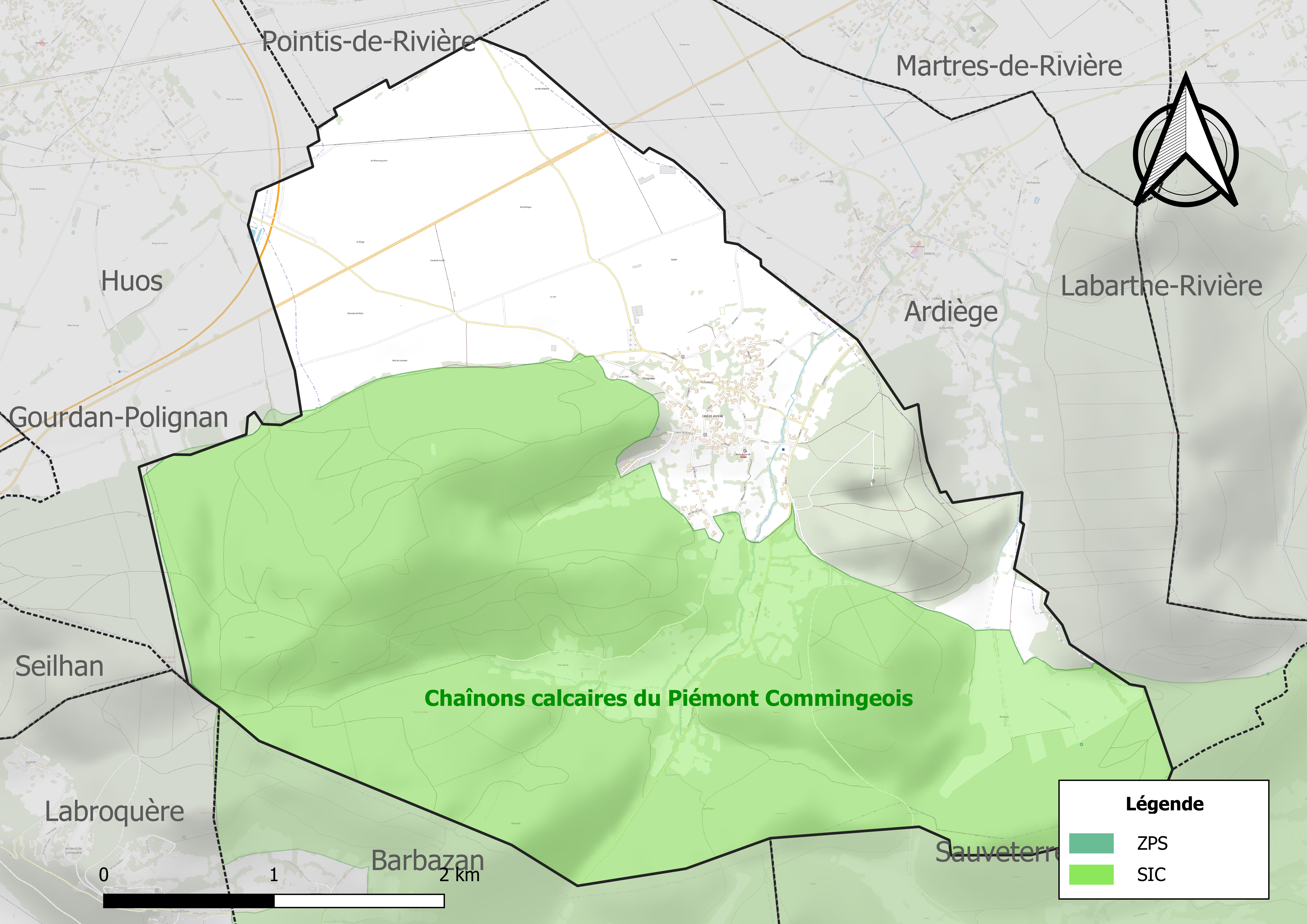
Site Natura 2000 sur le territoire communal.

Le réseau Natura 2000 est un réseau écologique européen de sites naturels d'intérêt écologique élaboré à partir des directives habitats et oiseaux, constitué de zones spéciales de conservation (ZSC) et de zones de protection spéciale (ZPS).
Un site Natura 2000 a été défini sur la commune au titre de la directive habitats : les « chaînons calcaires du Piémont Commingeois », d'une superficie de 6 198 ha, sont un site vallonné forestier et bocager du piémont pyrénéen.

#### Zones naturelles d'intérêt écologique, faunistique et floristique

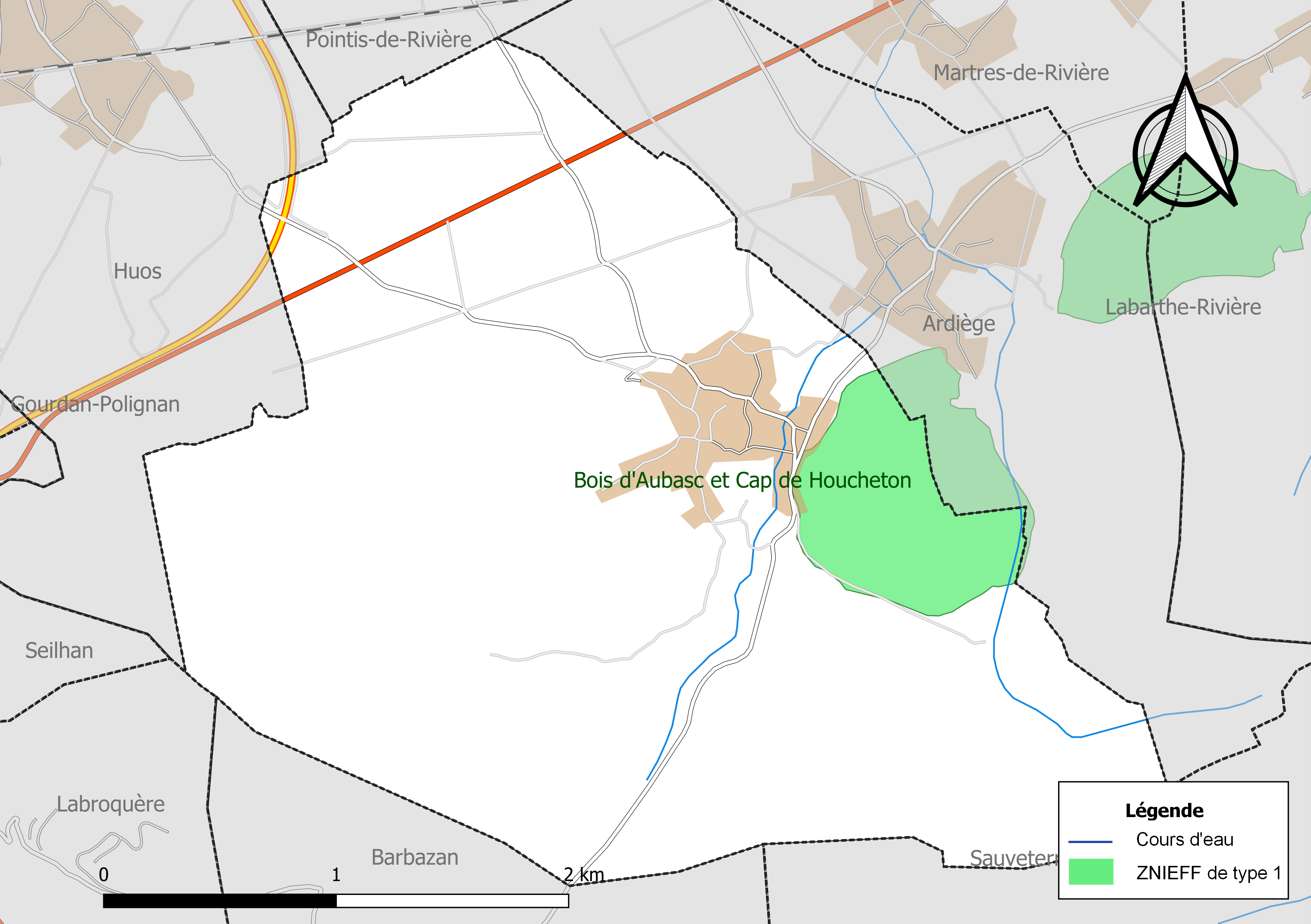
Carte de la ZNIEFF de type 1 localisée sur la commune.

L’inventaire des zones naturelles d'intérêt écologique, faunistique et floristique (ZNIEFF) a pour objectif de réaliser une couverture des zones les plus intéressantes sur le plan écologique, essentiellement dans la perspective d’améliorer la connaissance du patrimoine naturel national et de fournir aux différents décideurs un outil d’aide à la prise en compte de l’environnement dans l’aménagement du territoire.
Une ZNIEFF de type 1 est recensée sur la commune :
les « bois d'Aubasc et cap de Houcheton » (135 ha), couvrant 4 communes du département et une ZNIEFF de type 2, : 
le « piémont calcaire commingeois et bassin de Sauveterre » (8 553 ha), couvrant 26 communes du département.

## Urbanisme

### Typologie
Au 1er janvier 2024, Cier-de-Rivière est catégorisée commune rurale à habitat dispersé, selon la nouvelle grille communale de densité à sept niveaux définie par l'Insee en 2022.
Elle est située hors unité urbaine. Par ailleurs la commune fait partie de l'aire d'attraction de Saint-Gaudens, dont elle est une commune de la couronne,. Cette aire, qui regroupe 85 communes, est catégorisée dans les aires de moins de 50 000 habitants,.

### Occupation des sols
L'occupation des sols de la commune, telle qu'elle ressort de la base de données européenne d’occupation biophysique des sols Corine Land Cover (CLC), est marquée par l'importance des forêts et milieux semi-naturels (61,4 % en 2018), en augmentation par rapport à 1990 (58,1 %). La répartition détaillée en 2018 est la suivante : 
forêts (61,4 %), zones agricoles hétérogènes (18,4 %), terres arables (9,7 %), prairies (6,4 %), zones urbanisées (4,2 %). L'évolution de l’occupation des sols de la commune et de ses infrastructures peut être observée sur les différentes représentations cartographiques du territoire : la carte de Cassini (XVIIIe siècle), la carte d'état-major (1820-1866) et les cartes ou photos aériennes de l'IGN pour la période actuelle (1950 à aujourd'hui).

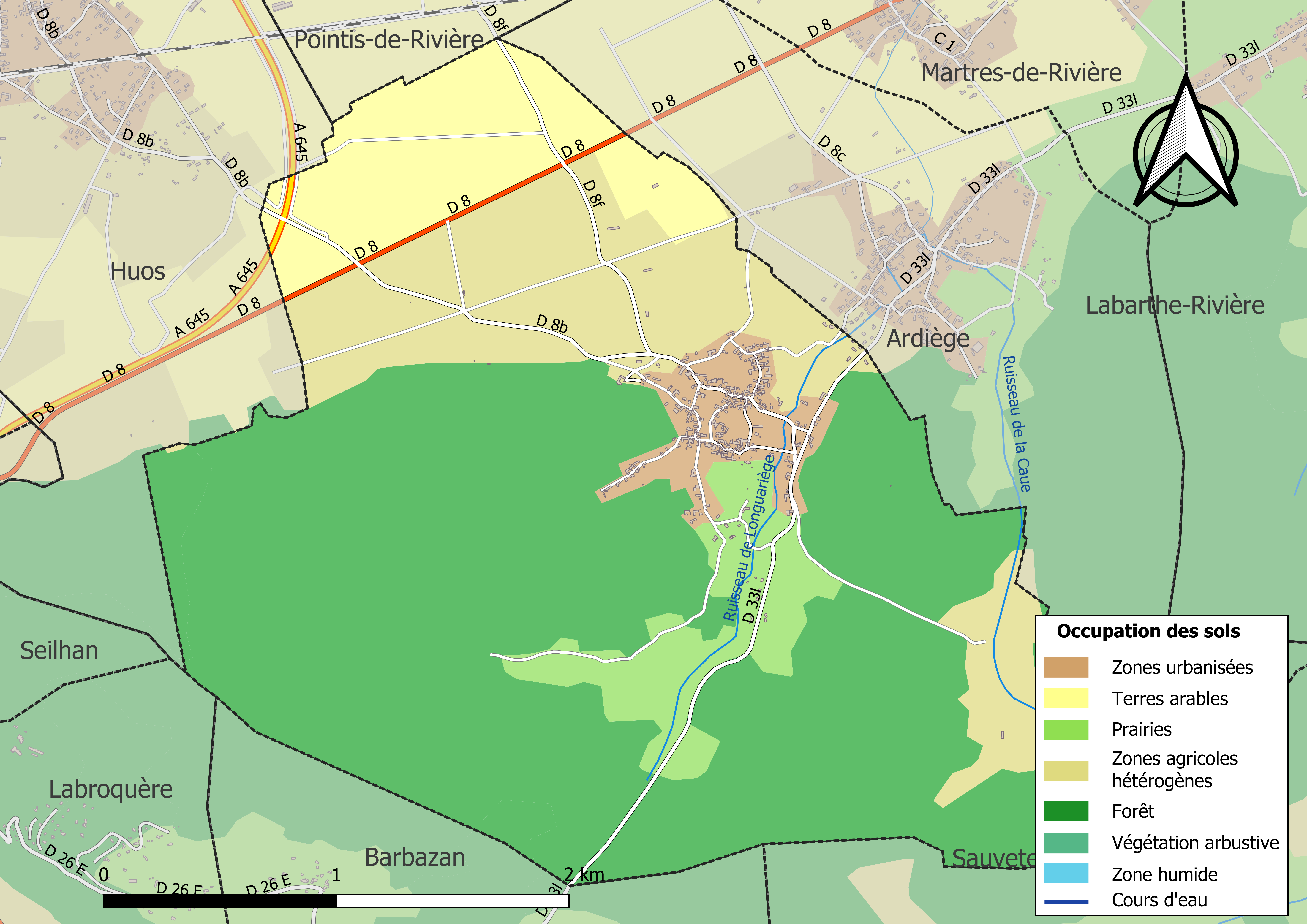
Carte des infrastructures et de l'occupation des sols de la commune en 2018 (CLC).

### Voies de communication et transports
Accès par l'autoroute A64 sortie no 18 ou sortie no 17 et avec le réseau Arc-en-ciel ainsi qu'en gare de Saint-Gaudens ou gare de Montréjeau-Gourdan-Polignan.

### Risques majeurs
Le territoire de la commune de Cier-de-Rivière est vulnérable à différents aléas naturels : météorologiques (tempête, orage, neige, grand froid, canicule ou sécheresse), feux de forêts et séisme (sismicité modérée). Un site publié par le BRGM permet d'évaluer simplement et rapidement les risques d'un bien localisé soit par son adresse soit par le numéro de sa parcelle.
Un plan départemental de protection des forêts contre les incendies a été approuvé par arrêté préfectoral du 25 septembre 2006. Cier-de-Rivière est exposée au risque de feu de forêt du fait de la présence sur son territoire du massif des piémonts des Pyrénées. Il est ainsi défendu aux propriétaires de la commune et à leurs ayants droit de porter ou d’allumer du feu dans l'intérieur et à une distance de 200 mètres des bois, forêts, plantations, reboisements ainsi que des landes. L’écobuage est également interdit, ainsi que les feux de type méchouis et barbecues, à l’exception de ceux prévus dans des installations fixes (non situées sous couvert d'arbres) constituant une dépendance d'habitation,

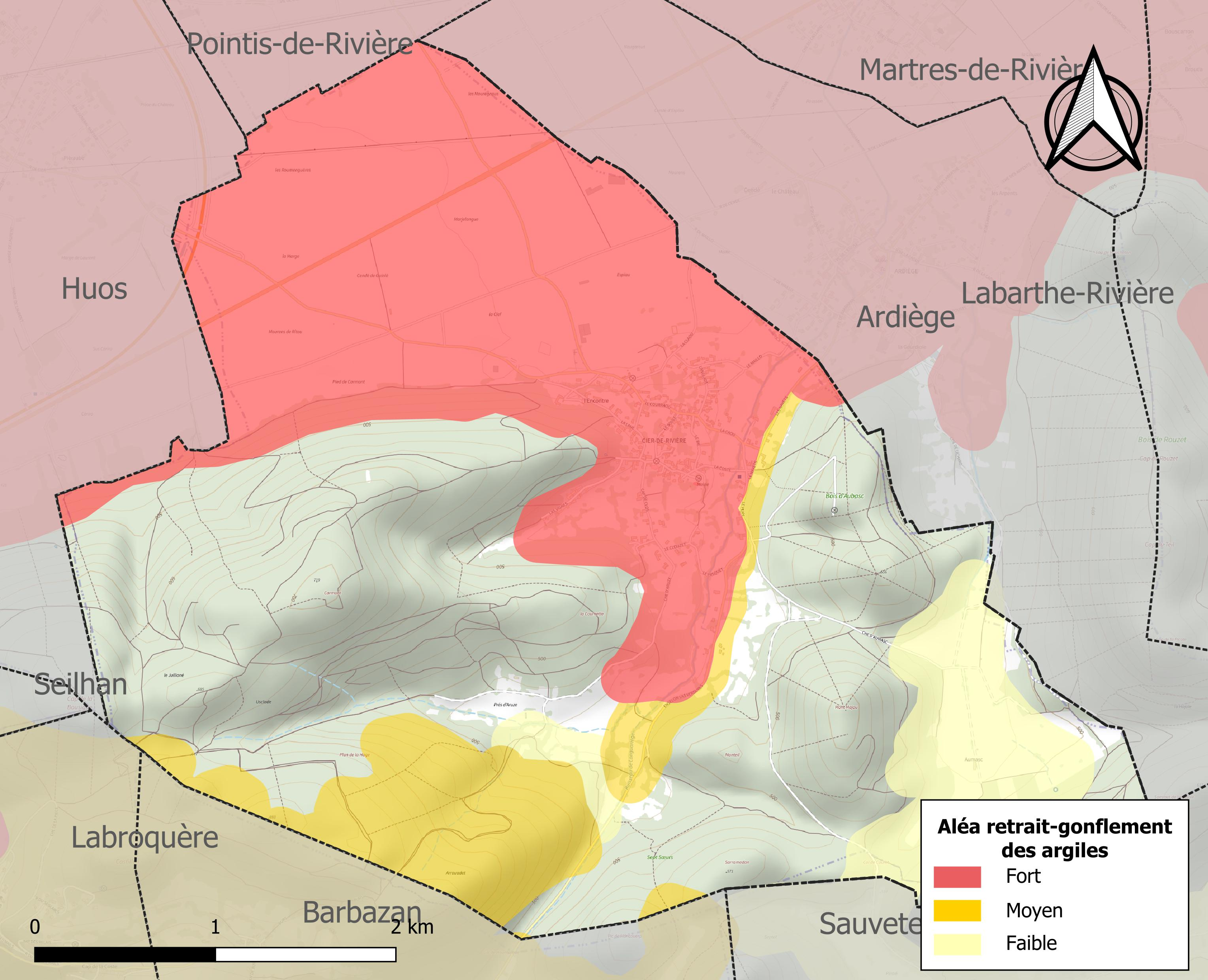
Carte des zones d'aléa retrait-gonflement des sols argileux de Cier-de-Rivière.

Le retrait-gonflement des sols argileux est susceptible d'engendrer des dommages importants aux bâtiments en cas d’alternance de périodes de sécheresse et de pluie. 46,5 % de la superficie communale est en aléa moyen ou fort (88,8 % au niveau départemental et 48,5 % au niveau national). Sur les 169 bâtiments dénombrés sur la commune en 2019, 169 sont en aléa moyen ou fort, soit 100 %, à comparer aux 98 % au niveau départemental et 54 % au niveau national. Une cartographie de l'exposition du territoire national au retrait gonflement des sols argileux est disponible sur le site du BRGM,.
Par ailleurs, afin de mieux appréhender le risque d’affaissement de terrain, l'inventaire national des cavités souterraines permet de localiser celles situées sur la commune.
Concernant les mouvements de terrains, la commune a été reconnue en état de catastrophe naturelle au titre des dommages causés par la sécheresse en 1989 et 2003 et par des mouvements de terrain en 1999 et 2016.

## Toponymie
Dans le livre terrier de 1649, Cier-de-Rivière est appelé uniquement "Cier", avec "Livre terrier du lieu de Cier en lan 1649 [sic]", archive 1 NUM AC 5764 des archives de la Haute-Garonne.
L'appellation unique "Cier" est également réitérée sur la carte dite "Le diocèse de Comminge divisé en ses archiprétrez" par Alexis Hubert Jaillot vers 1700.
Dans la carte de Cassini du 18e siècle, Cier-de-Rivière, est nommé "Cier de Riviere".
Sur la carte d'état-major de la seconde moitié sur XIXe siècle, Cier-de-Rivière y est inscrit sous le nom de "Cier de Rivière".

## Histoire

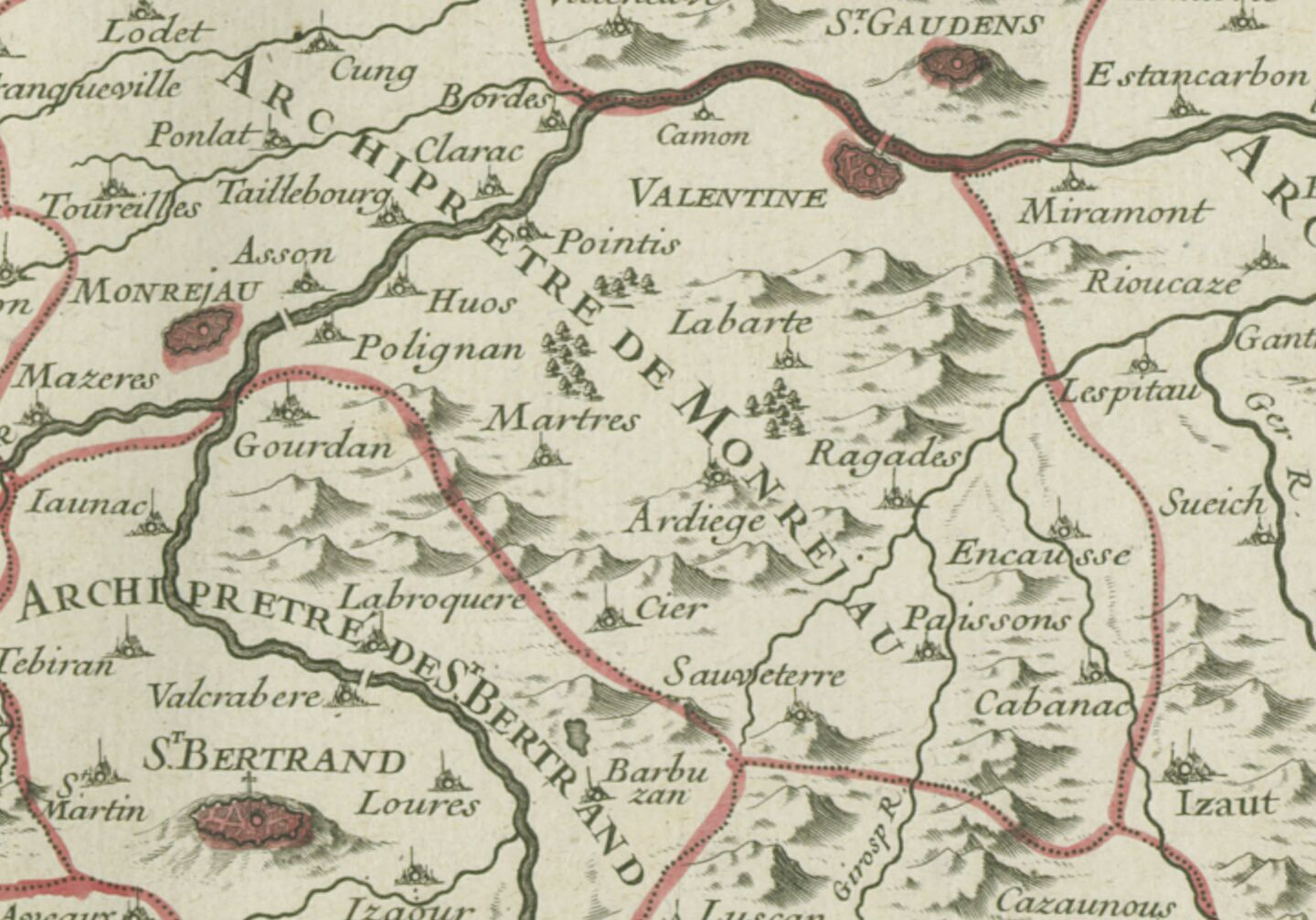
Cier-de-Rivière et ses alentours, "Le diocèse de Comminge divisé en ses archiprétrez" par Alexis Hubert Jaillot vers 1700

Cier-de-Rivière est visible sur la carte nommée "Le diocèse de Comminge divisé en ses archiprétrez" faite par Alexis Hubert Jaillot vers 1700. Il y est simplement écrit "Cier", une église semble être dessinée, et la position des villes n'est pas vraiment semblable à la réalité, ou plutôt la distances entre les villes et villages.
Une église est visible sur la carte de Cassini version dite "de Marie-Antoinette" de la seconde moitié du XIXe siècle. L'emplacement semble être le même. Le nom "Cier-de-Riviere" est explicitement indiqué
Jusqu'à la Révolution, la paroisse de Cier-de-Rivière formait, avec celles de Huos, Pointis-de-Rivière et de Martres-de-Rivière, l'une des enclaves languedociennes du « Petit-Comminges », l'un des 24 diocèses civils des États du Languedoc. Les paroisses voisines faisaient partie, elles, du Comté du Comminges qui dépendait de la Gascogne.

## Politique et administration

### Administration municipale
Le nombre d'habitants au recensement de 2011 étant compris entre 100 et 499, le nombre de membres du conseil municipal pour l'élection de 2014 est de onze,.

### Rattachements administratifs et électoraux
Commune faisant partie de la huitième circonscription de la Haute-Garonne, de la communauté de communes du Haut Comminges et du canton de Bagnères-de-Luchon (avant le redécoupage départemental de 2014, Cier-de-Rivière faisait partie de l'ex-canton de Barbazan).

### Liste des maires

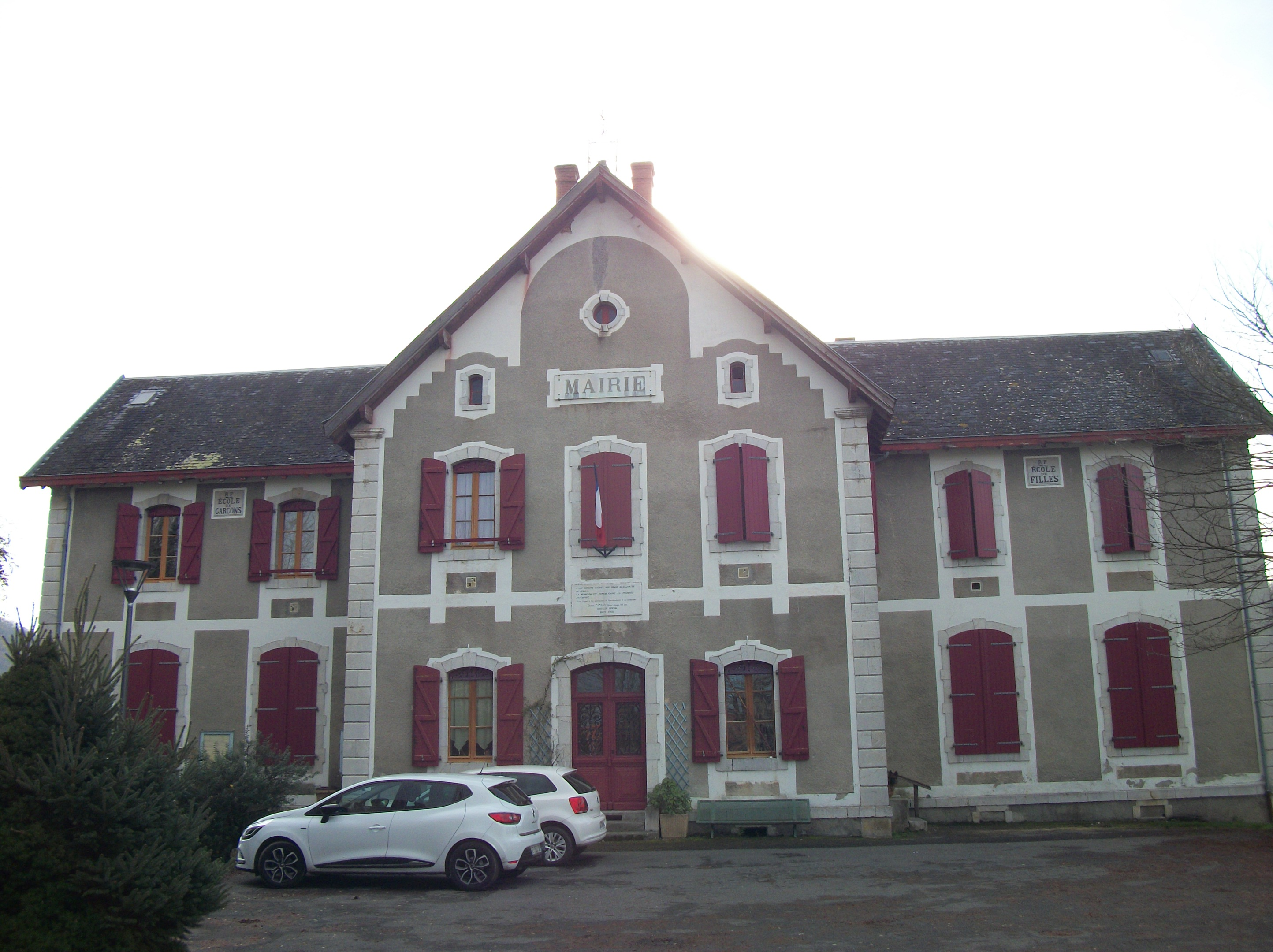
Mairie

| Période                                  | Période    | Identité                  | Étiquette | Qualité |
| ---------------------------------------- | ---------- | ------------------------- | --------- | --- |
| Les données manquantes sont à compléter. |            |                           |           | |
| 1789                                     | 1790       | Jean Ousset               |           | |
| 1790                                     | 1791       | Mathieu Lassere           |           | |
| 1791                                     | 1792       | Jean de Lacontre Lassere  |           | |
| 1792                                     | 1794       | Jean Carrere              |           | (ou Bertrand) |
| 1794                                     | avant 1800 | J. Martin Fuzere          |           | (remplacant Jean Carrere, démissionnaire) |
| 1800                                     | 1805       | J. François Jacob         |           | (décès) en fonction |
| 1805                                     | 1815       | Jean Dufor                |           | a probablement été également un adjoint ou quelque chose comme ça, car dans un livret cierois de 1881, il y est écrit "qui, durant plus de trente ans, fit le plus grand bien dans la commune." |
| 1815                                     | 1821       | Pierre Verdier            |           | |
| 1821                                     | 1825       | Bertrand Jacob            |           | Il fit notamment bâtir le presbytère, mais il démissionna de son poste de maire. |
| 1825                                     | 1835       | Bertrand Lassere          |           | |
| 1835                                     | 1836       | Dominique Cazaux          |           | (ou Lencontre Cazaux) |
| 1836                                     | 1838       | Bertrand Lassere (encore) |           | |
| 1838                                     | 1865       | Guillaume Puyfourcat      |           | |
| 1865                                     | 1874       | Osmin Cazaux              |           | |
| 1874                                     | 1877       | Raymond Lassere           |           | (remplacement) |
| 1877                                     | après 1900 | Osmin Cazaux              |           | (retour) |
| 1932                                     | 1995       | Jules Loubet              |           | adjoint: Jean Marie Lassère |
| 1995                                     | 2001       | Lahillone                 |           | |
| mars 2001                                | 2008       | Maurice Maillols          |           | |
| mars 2008                                | 2014       | Claude Toulouse           |           | |
| 2014                                     | 2020       | Didier Jourdana           | SE        | Fonctionnaire de catégorie B |
| 2020                                     | En cours   | Murielle Exposito         |           | |

## Population et société

### Démographie
L'évolution du nombre d'habitants est connue à travers les recensements de la population effectués dans la commune depuis 1793. Pour les communes de moins de 10 000 habitants, une enquête de recensement portant sur toute la population est réalisée tous les cinq ans, les populations de référence des années intermédiaires étant quant à elles estimées par interpolation ou extrapolation. Pour la commune, le premier recensement exhaustif entrant dans le cadre du nouveau dispositif a été réalisé en 2006.

En 2022, la commune comptait 267 habitants, en évolution de −4,64 % par rapport à 2016 (Haute-Garonne : +8,02 %, France hors Mayotte : +2,11 %).
| 1793 | 1800 | 1806 | 1821 | 1831 | 1836 | 1841 | 1846 | 1851 |
| ---- | ---- | ---- | ---- | ---- | ---- | ---- | ---- | ---- |
| 699  | 717  | 705  | 622  | 789  | 789  | 814  | 846  | 801  |

| 1856 | 1861 | 1866 | 1872 | 1876 | 1881 | 1886 | 1891 | 1896 |
| ---- | ---- | ---- | ---- | ---- | ---- | ---- | ---- | ---- |
| 764  | 743  | 708  | 655  | 638  | 612  | 569  | 570  | 552  |

| 1901 | 1906 | 1911 | 1921 | 1926 | 1931 | 1936 | 1946 | 1954 |
| ---- | ---- | ---- | ---- | ---- | ---- | ---- | ---- | ---- |
| 519  | 502  | 600  | 420  | 402  | 380  | 416  | 310  | 279  |

| 1962 | 1968 | 1975 | 1982 | 1990 | 1999 | 2006 | 2011 | 2016 |
| ---- | ---- | ---- | ---- | ---- | ---- | ---- | ---- | ---- |
| 286  | 227  | 228  | 235  | 249  | 250  | 248  | 266  | 280  |

| 2021 | 2022 | - | - | - | - | - | - | - |
| ---- | ---- | - | - | - | - | - | - | - |
| 270  | 267  | - | - | - | - | - | - | - |

| selon la population municipale des années : | 1968 | 1975 | 1982 | 1990 | 1999 | 2006 | 2009 | 2013 |
| Rang de la commune dans le département      | 234  | 290  | 279  | 283  | 251  | 256  | 261  | 290  |
| Nombre de communes du département           | 592  | 582  | 586  | 588  | 588  | 588  | 589  | 589  |

### Enseignement
Cier-de-Rivière fait partie de l'académie de Toulouse.

### Activités sportives
Chasse, pétanque,

### Écologie et recyclage

#### Protection environnementale
Le site Natura 2000 Chaînons calcaires du Piémont Commingeois est classé en zone spéciale de conservation depuis 2007, avec une superficie de 6 198 hectares il s'étend sur une partie de la commune de Cier-de-Rivière.

## Économie

### Revenus
En 2018  (données Insee publiées en septembre 2021), la commune compte 122 ménages fiscaux, regroupant 263 personnes. La médiane du revenu disponible par unité de consommation est de 21 340 € (23 140 € dans le département).

### Emploi
|                | 2008  | 2013  | 2018   |
| -------------- | ----- | ----- | ------ |
| Commune        | 3,9 % | 8,5 % | 14,1 % |
| Département    | 7,7 % | 9,6 % | 9,3 %  |
| France entière | 8,3 % | 10 %  | 10 %   |

En 2018, la population âgée de 15 à 64 ans s'élève à 161 personnes, parmi lesquelles on compte 73 % d'actifs (58,9 % ayant un emploi et 14,1 % de chômeurs) et 27 % d'inactifs,. En  2018, le taux de chômage communal (au sens du recensement) des 15-64 ans est supérieur à celui du département et de la France, alors qu'en 2008 la situation était inverse.
La commune fait partie de la couronne de l'aire d'attraction de Saint-Gaudens, du fait qu'au moins 15 % des actifs travaillent dans le pôle,. Elle compte 13 emplois en 2018, contre 14 en 2013 et 17 en 2008. Le nombre d'actifs ayant un emploi résidant dans la commune est de 97, soit un indicateur de concentration d'emploi de 13,2 % et un taux d'activité parmi les 15 ans ou plus de 50,6 %.
Sur ces 97 actifs de 15 ans ou plus ayant un emploi, 10 travaillent dans la commune, soit 10 % des habitants. Pour se rendre au travail, 89,8 % des habitants utilisent un véhicule personnel ou de fonction à quatre roues, 2,1 % les transports en commun, 4,1 % s'y rendent en deux-roues, à vélo ou à pied et 4,1 % n'ont pas besoin de transport (travail au domicile).

### Activités hors agriculture

#### Secteurs d'activités
16 établissements sont implantés à Cier-de-Rivière au 31 décembre 2019.
Le secteur de la construction est prépondérant sur la commune puisqu'il représente 31,3 % du nombre total d'établissements de la commune (5 sur les 16 entreprises implantées  à Cier-de-Rivière), contre 12 % au niveau départemental.

#### Entreprises et commerces
L'économie de la commune est essentiellement basée sur l'agriculture.
Agriculture : les terres agricoles sont dédiées aux cultures céréalières (maïs et blé principalement) et à l'élevage bovin.

### Agriculture
|               | 1988 | 2000 | 2010 | 2020 |
| ------------- | ---- | ---- | ---- | ---- |
| Exploitations | 15   | 8    | 9    | 7    |
| SAU (ha)      | 161  | 167  | 186  | 211  |

La commune est dans « La Rivière », une petite région agricole localisée dans le sud du département de la Haute-Garonne, constituant la partie piémont au relief plus doux que les Pyrénées centrales la bordant au sud et où la vallée de la Garonne s’élargit. En 2020, l'orientation technico-économique de l'agriculture sur la commune est l'élevage de bovins, pour la viande. Sept exploitations agricoles ayant leur siège dans la commune sont dénombrées lors du recensement agricole de 2020 (15 en 1988). La superficie agricole utilisée est de 211 ha,,.

## Culture locale et patrimoine

### Lieux et monuments
- Église Saint-Jean-Baptiste.

- Monument aux morts.

- Statue de Marianne, monument érigé le 14 juillet 1889 pour le centenaire de la prise de la bastille le 14 juillet 1789 lors de la Révolution française.

- Ancien château d'eau construit de 1907 à 1908, sa construction a été soutenue par Joseph Ruau (Ministre de l'Agriculture de 1905 à 1910).

- Le lavoir.

- Le foyer populaire rural (salle des fêtes).

- Chapelle Saint-Jean

- Chapelle Sainte-Germaine.

- Petite statue de Notre-Dame de Lourdes placée dans un mur à proximité de la chapelle sainte-Germaine.

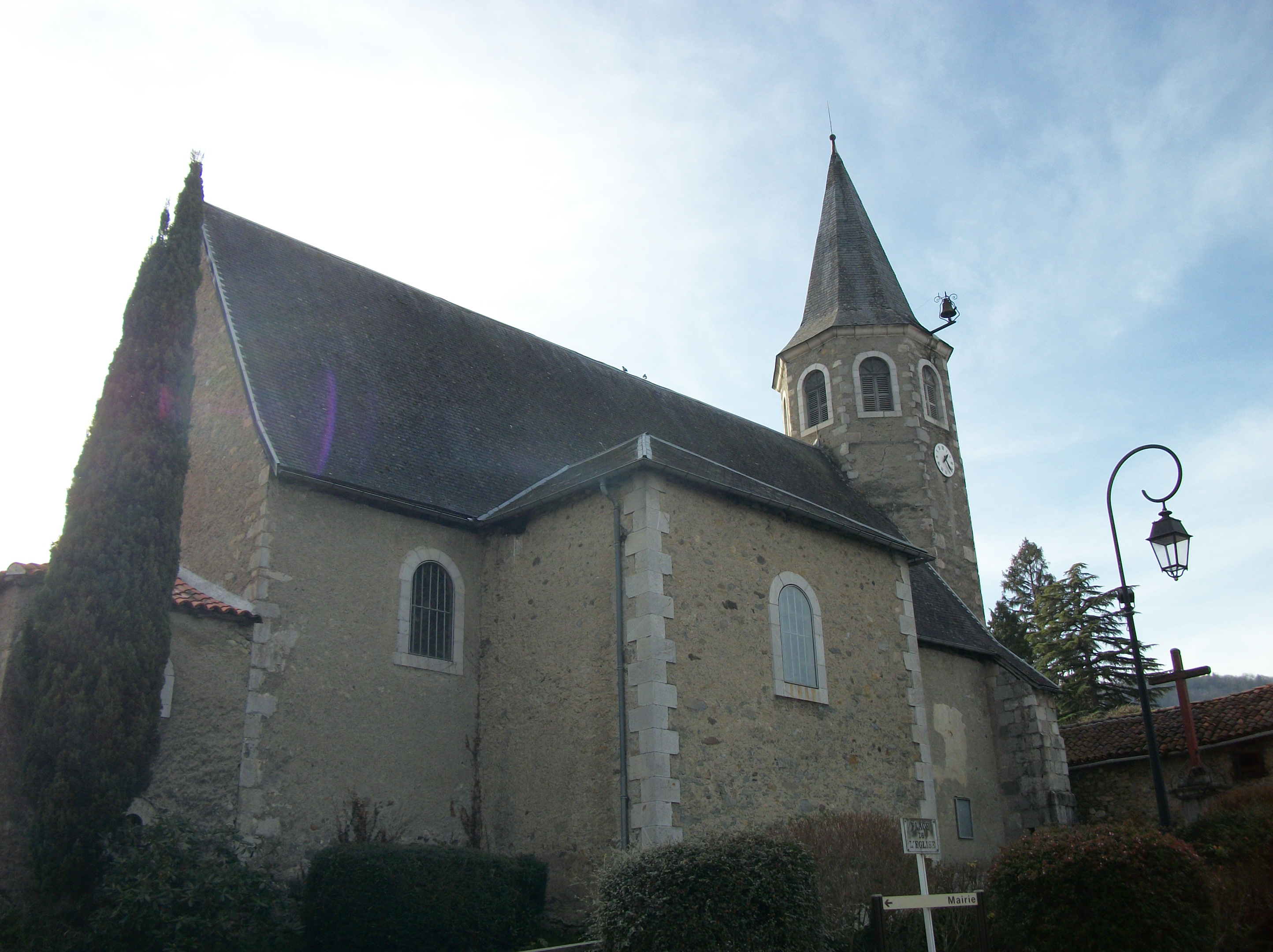
Église Saint-Jean-Baptiste.
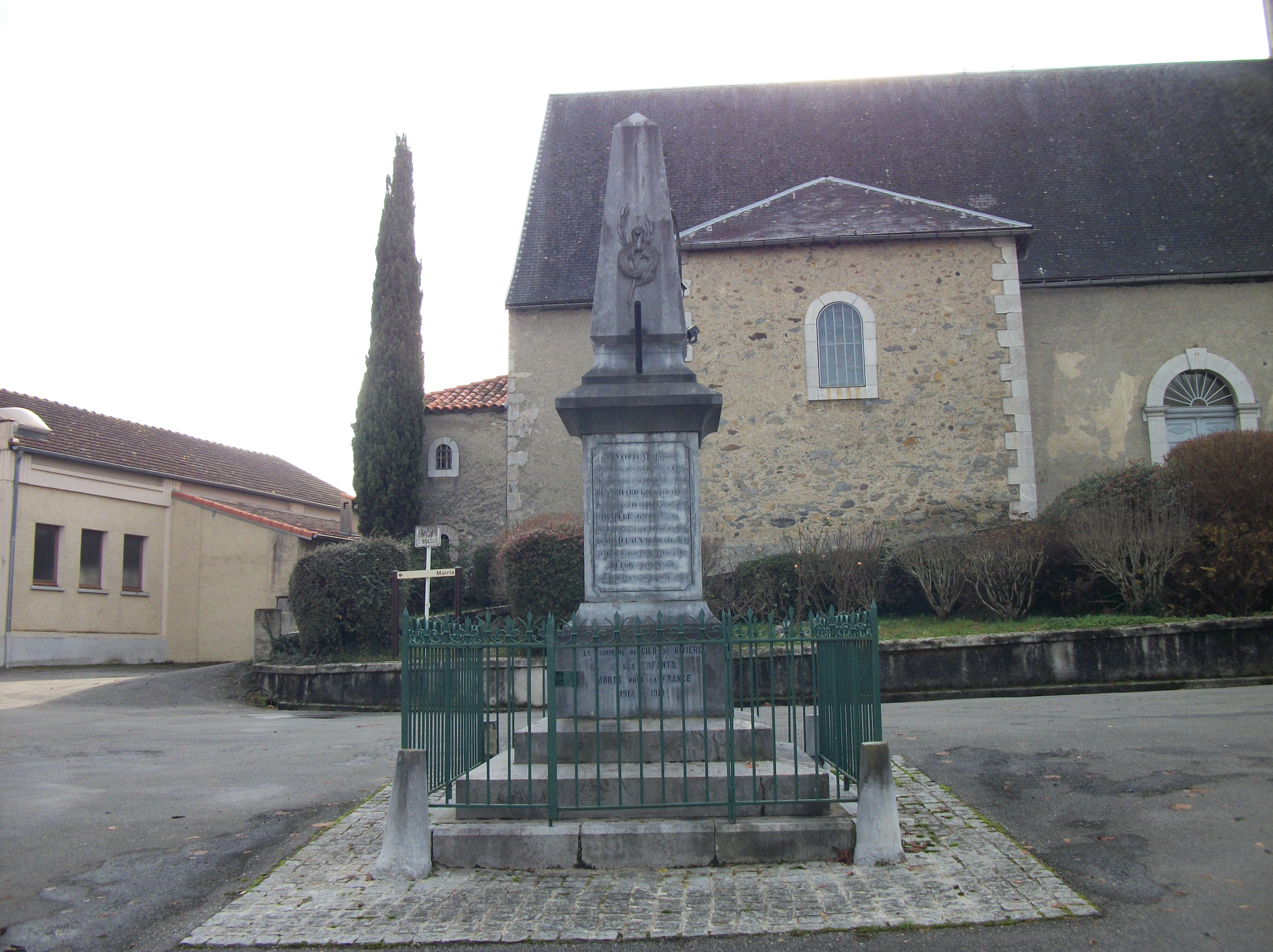
Monument aux morts.
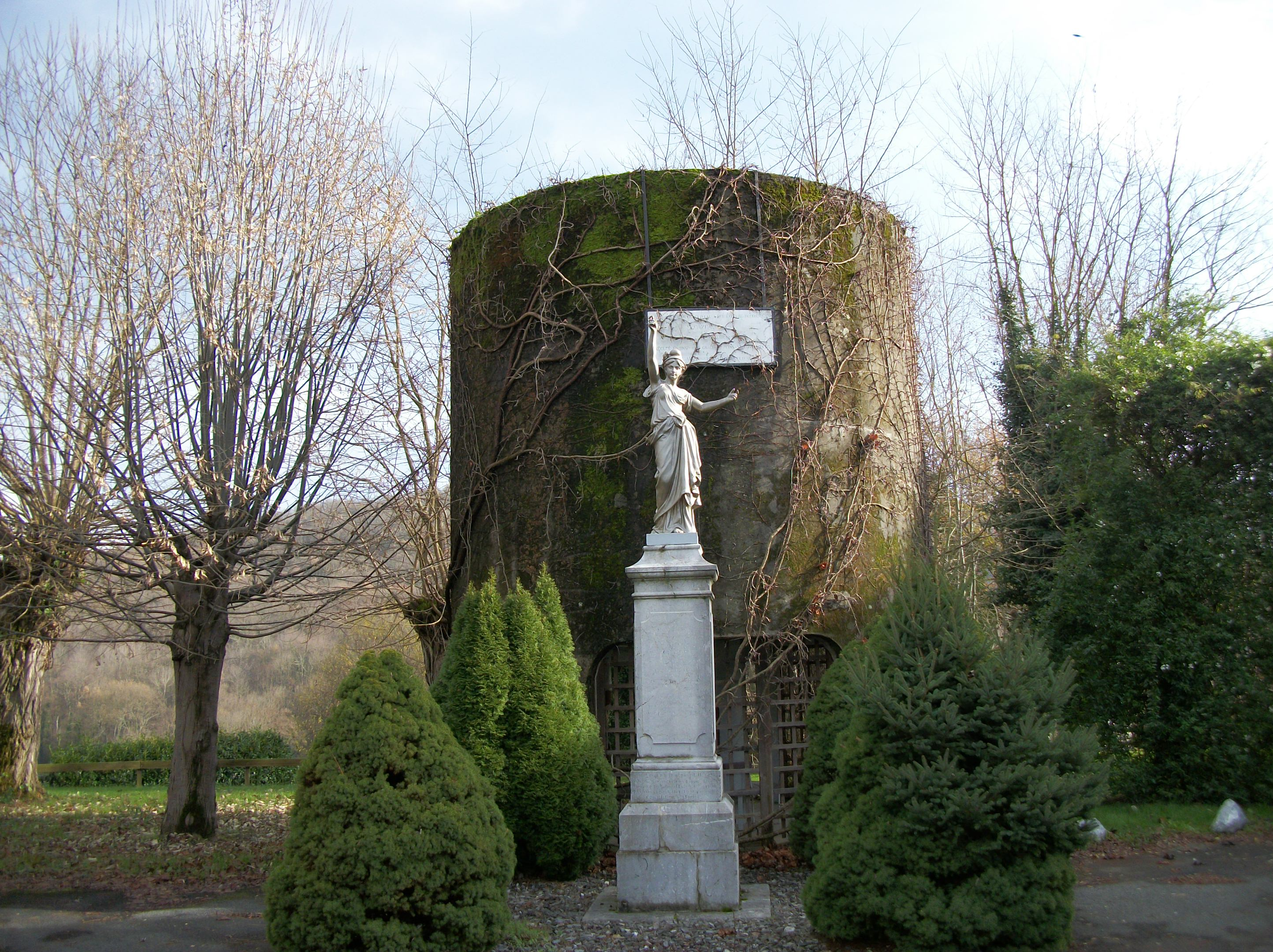
Statue de Marianne, monument érigé le 14 juillet 1889 pour le centenaire de la Révolution française du 14 juillet 1789. Derrière, un ancien château d'eau construit de 1907 à 1908, aménagé en abris avec des bancs.
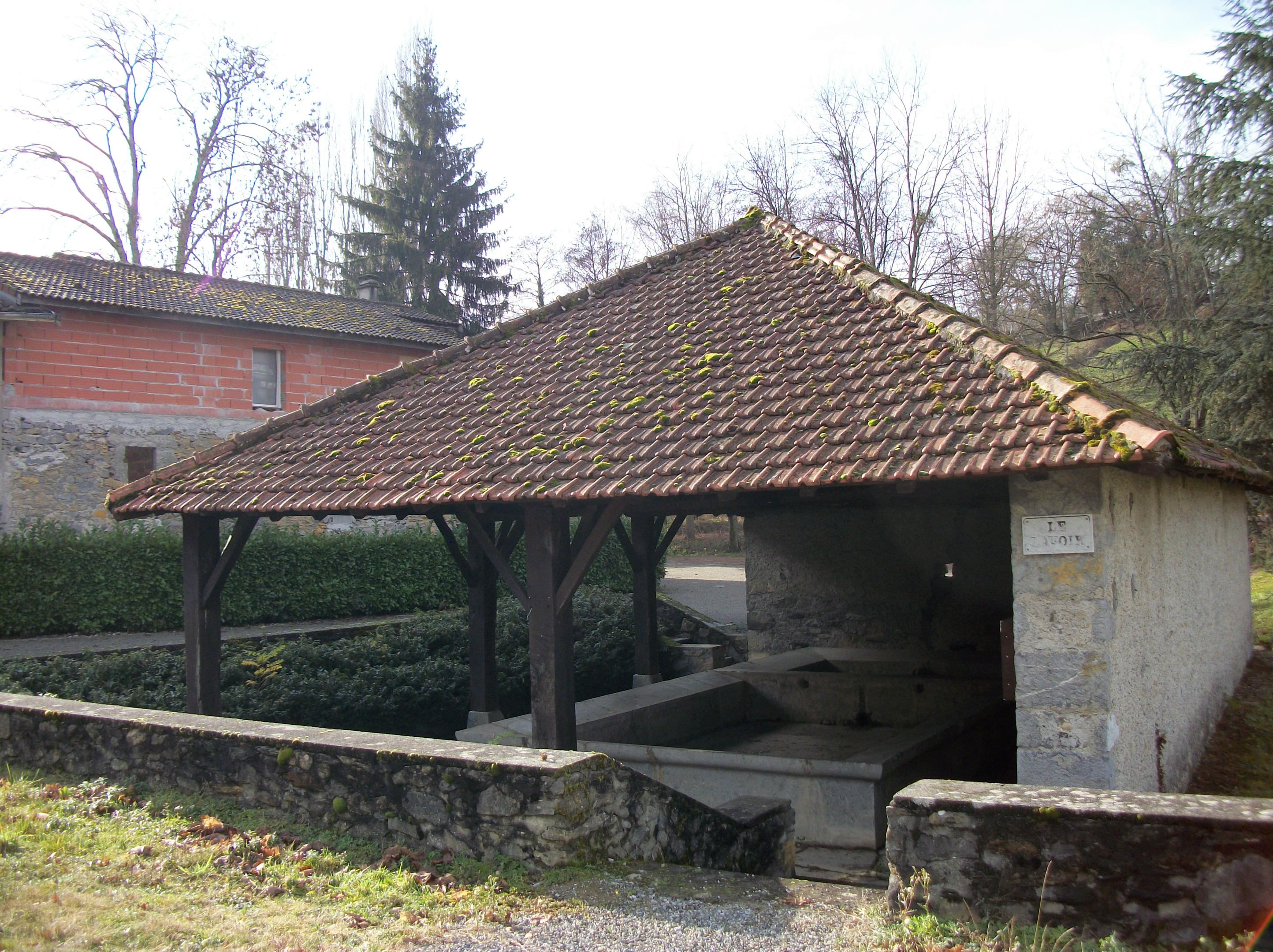
Lavoir du village.
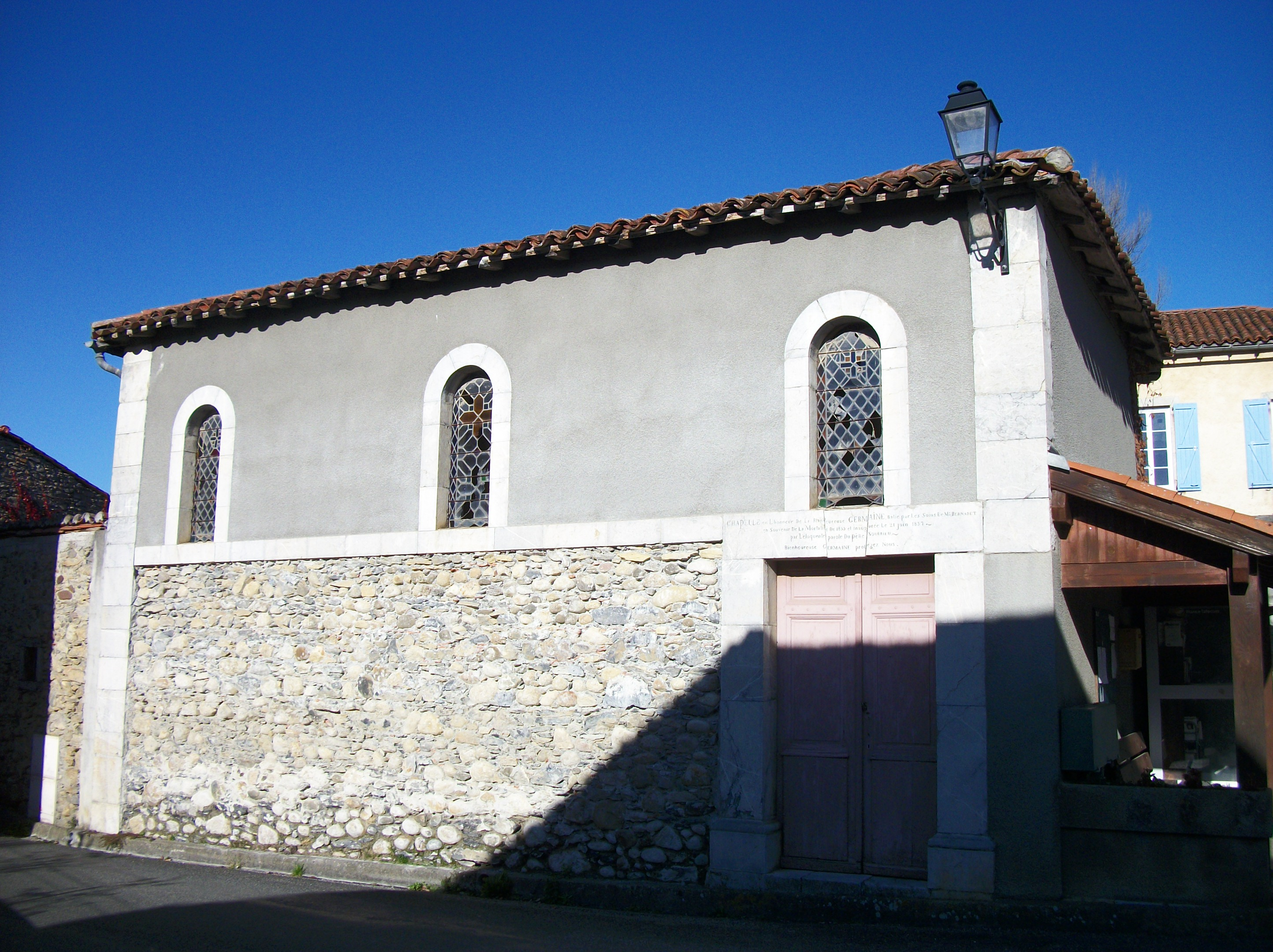
Chapelle Sainte-Germaine.
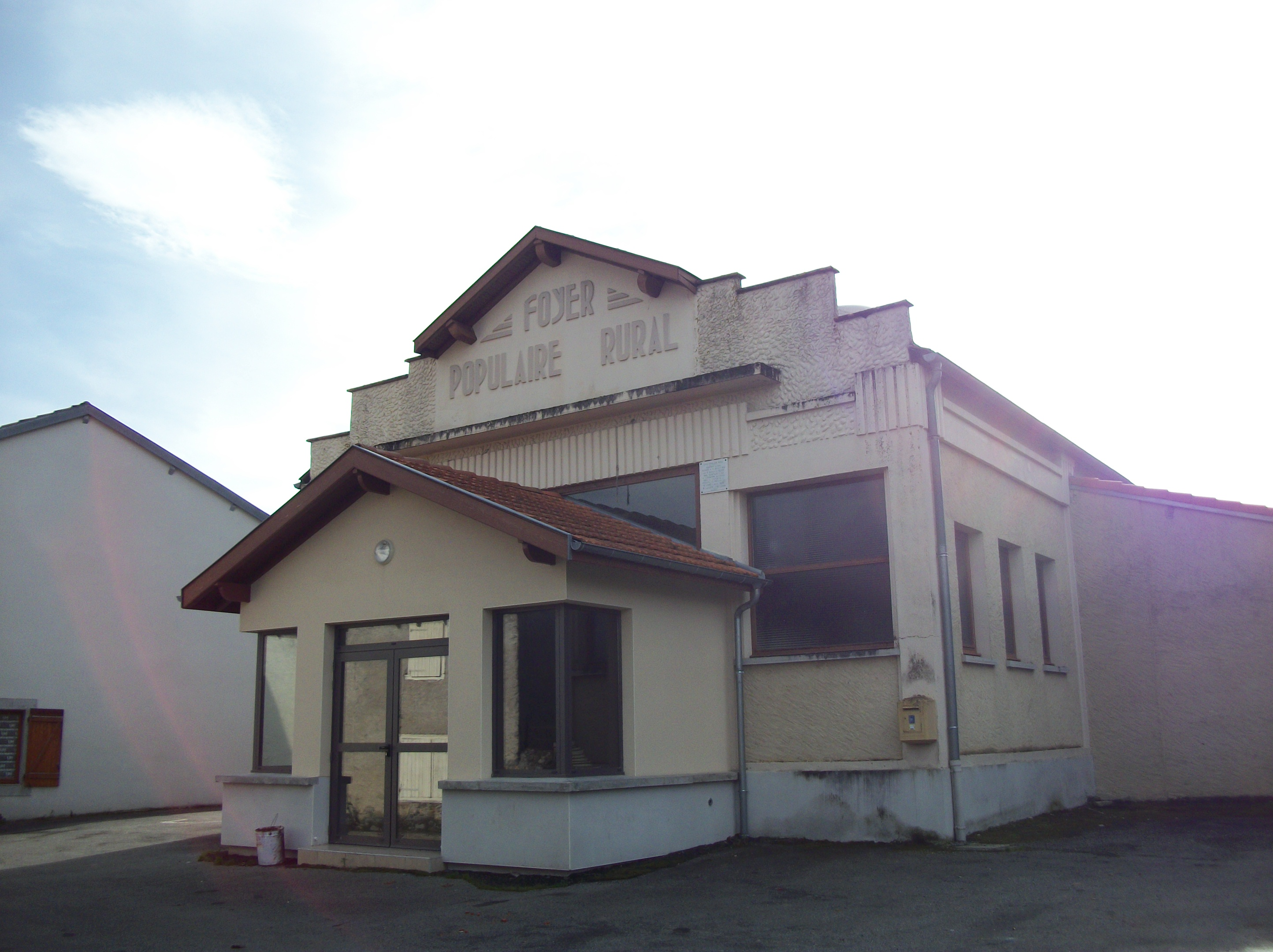
foyer populaire rural.
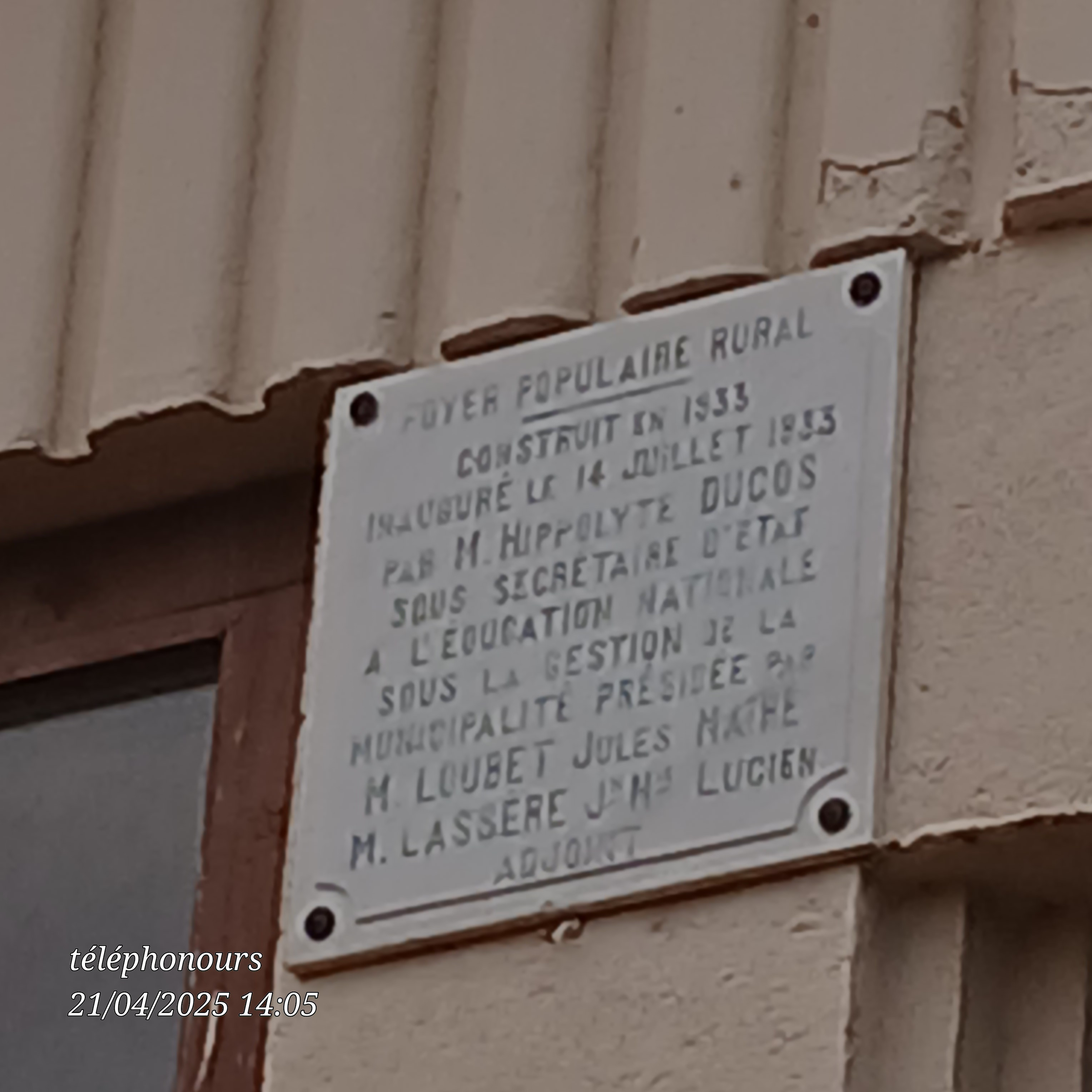
Plaque expliquant la construction et l'inauguration du foyer populaire rural.

## Pour approfondir